# Vidole schreineri
Espèce
Synonymes
- Auximus schreineri Purcell, 1904

Vidole schreineri est une espèce d'araignées aranéomorphes de la famille des Phyxelididae.

## Distribution
Cette espèce est endémique d'Afrique du Sud. Elle se rencontre au Cap-Oriental et au Cap-du-Nord.

## Description
Le mâle décrit par Griswold en 1990 mesure 8,50 mm et la femelle 8,13 mm.

## Étymologie
Cette espèce est nommée en l'honneur de Samuel Cron Cronwright Schreiner.

## Publication originale
- Purcell, 1904 : Descriptions of new genera and species of South African spiders. Transactions of the South African Philosophical Society, vol. 15, p. 115-173 (texte intégral).